# Liste der deutschen Richter und Generalanwälte am Europäischen Gerichtshof
Jeder Mitgliedstaat entsendet einen Richter an den Europäischen Gerichtshof (EuGH), das rechtsprechende Organ der Europäischen Union (Art. 19 Abs. 2 EU i. V. m. Art. 253 AEUV). Der Europäische Gerichtshof wird von elf Generalanwälten unterstützt (Art. 252 Abs. 2 AEUV). Zu Richtern und Generalanwälten des Gerichtshofs sind Persönlichkeiten auszuwählen, die jede Gewähr für Unabhängigkeit bieten und in ihrem Staat die für die höchsten richterlichen Ämter erforderlichen Voraussetzungen erfüllen oder Juristen von anerkannt hervorragender Befähigung sind; sie werden von den Regierungen der Mitgliedstaaten im gegenseitigen Einvernehmen auf sechs Jahre ernannt (Art. 253 AEUV). Seit dem Inkrafttreten des Vertrags von Lissabon gibt ein Eignungsausschuss zuvor eine Stellungnahme zur Eignung der Bewerber ab (Art. 255 AEUV). Von der Bundesrepublik Deutschland wurden entsandt (Stand Juni 2020):
Richter am Gerichtshof
- Thomas von Danwitz, Richter am Gerichtshof seit 7. Oktober 2006
- Ninon Colneric, erste deutsche Richterin am Gerichtshof vom 15. Juli 2000 bis zum 6. Oktober 2006[2][3]
- Günter Hirsch, Richter am Gerichtshof vom 7. Oktober 1994 bis zum 14. Juli 2000
- Manfred Zuleeg, Richter am Gerichtshof vom 7. Oktober 1988 bis zum 6. Oktober 1994
- Kai Bahlmann, Richter am Gerichtshof vom 7. Oktober 1982 bis zum 6. Oktober 1988
- Ulrich Everling, Richter am Gerichtshof vom 6. Oktober 1980 bis zum 6. Oktober 1988
- Hans Kutscher, Richter am Gerichtshof vom 28. Oktober 1970 bis zum 6. Oktober 1976; Präsident des Gerichtshofs vom 7. Oktober 1976 bis zum 31. Oktober 1980
- Walter Strauß, Richter am Gerichtshof vom 6. Februar 1963 bis zum 28. Oktober 1970
- Otto Riese, Richter am Gerichtshof vom 7. Oktober 1958 bis zum 6. Februar 1963

Generalanwälte am Gerichtshof
- Juliane Kokott, Generalanwältin am Gerichtshof seit 7. Oktober 2003
- Siegbert Alber, Generalanwalt am Gerichtshof vom 7. Oktober 1997 bis zum 6. Oktober 2003
- Carl Otto Lenz, Generalanwalt am Gerichtshof vom 11. Januar 1984 bis zum 6. Oktober 1997
- Gerhard Reischl, Generalanwalt am Gerichtshof vom 9. Oktober 1973 bis zum 11. Januar 1981
- Karl Roemer, Generalanwalt am Gerichtshof von 1953 bis 1973